# Вулиця Максимовича (Львів)
Вулиця Максимовича — вулиця у Сихівському районі міста Львова, місцевість Боднарівка. Пролягає від вулиці Стрийської углиб мікрорайону, до гаражів та до територій Львівського бронетанкового ремонтного заводу і Львівського державного онкологічного регіонального лікувально-діагностичного центру.
Прилучається вулиця Гашека.

## Історія та забудова
Вулиця виникла, ймовірно, у 1960-х роках, за радянських часів мала назву Ювілейна. Сучасну назву вулиця отримала 1993 року, на пошану українського вченого-енциклопедиста, фольклориста, історика, філолога, етнографа, ботаніка, поета, першого ректора університету Святого Володимира (тепер — Київський національний університет імені Тараса Шевченка) Михайла Максимовича.
Вулиця Максимовича забудована типовими конструктивістськими чотири- та п'ятиповерховими житловими будинками, які зводилися наприкінці 1950-х — на початку 1960-х років для працівників Львівського бронетанкового заводу, зокрема — будинки № 2а, 4, 6. 8 липня 2011 року на засіданні виконавчого комітету Львівської міської ради прийняли рішення про прийом-передачу від державного підприємства «Львівський бронетанковий ремонтний завод» у власність територіальної громади міста Львова відомчих житлових будинків № 2а, 4, 6.
На початку парного боку вулиці під № 2б, на території, де раніше розташовувалися майданчики та павільйони дошкільного навчального закладу № 70, розташований храм Успіння Пресвятої Богородиці УГКЦ. Невелика каплиця на цьому місці була зведена у 1997 році і освячена 28 серпня того ж року. У 2003—2004 роках почалося будівництво нового, великого храму. 23 листопада 2014 року владика Ігор, архієпископ і митрополит Львівський, освятив новий храм та провів першу в ньому Божественну Літургію.
У будинку № 2 розташований дошкільний навчальний заклад № 70, відкритий 1980 року як відомчий (російськомовний) дитсадок на 12 груп для дітей військовослужбовців Прикарпатського військового округу. У 1991 році переведений у підпорядкування Львівського бронетанкового ремонтного заводу, а також введено дві україномовні групи. 1993 року на базі ДНЗ функціонує лише 6 діючих груп для працівників заводу, а вже за два роки, у 1995 році — переведений на баланс відділу освіти Франківського району м. Львова і ведеться прийом всіх дітей, незалежно від місця праці батьків. Протягом 1995—2000 років у навчальному закладі відкривається додатково ще 6 груп. 2001 року ДНЗ № 70 передається на баланс відділу освіти новоствореного Сихівського району, в якому перебуває на даний час.

## Транспорт
У 1977 році до зупинки «Онкоцентр», що розташована на тодішній вулиці Ювілейній курсував автобусний маршрут № 38. За часів незалежності України спочатку курсував автобусний маршрут № 9, пізніше — № 57. Станом на березень 2023 року, прямого доїзду громадського транспорту до зупинки «Львівський державний онкологічний регіональний лікувально-діагностичний центр» не має.